# PNY Technologies
PNY Technologies, Inc. ist ein US-amerikanischer Hardwarehersteller mit Sitz in Parsippany, New Jersey. Die Europazentrale der 1985 gegründeten Firma befindet sich in Bordeaux. PNY beschäftigt weltweit 385 Angestellte, 155 davon in Europa. Der Umsatz betrug im Jahr 2006 600 Millionen US-Dollar (64 % in den USA, 32 % in Europa, 4 % in Taiwan).
Die Produktpalette von PNY umfasst Grafikkarten, USB-Sticks, MP3-Player und Speicherkarten für Digitalkameras. PNY ist Produktpartner von Nvidia, d. h. PNY bestückt die eigenen Grafikkarten mit NVIDIA-Grafikchipsätzen. Im Rahmen dieser Partnerschaft ist PNY unter anderem alleiniger Boardpartner für die Quadro-Reihe.